# 小西班牙 (巴塞羅那)
西班牙镇（西班牙語：Poble Espanyol）是位於西班牙城市巴塞羅那的一座建築博物館。西班牙镇是巴塞羅那最大的旅遊景點之一，內有117座和實物大小相同的建築模型。

## 外部連結
- Poble Espanyol （页面存档备份，存于） - official site
- El Poble Espanyol de Barcelona （页面存档备份，存于） （德文）

41°22′08″N 2°08′49″E / 41.369°N 2.147°E